# Universo servilleta
Universo Servilleta es una película paraguaya del género drama, estrenada el 12 de noviembre de 2010, dirigida por Luis A. Aguirre y protagonizada por Christian Kent y María José Cacavelos.

## Sinopsis
"Universo Servilleta" narra la historia de Félix y sus amigos, jóvenes asuncenos en la búsqueda de respuestas a los grandes misterios de la vida, la trascendencia y el amor; mientras simultáneamente enfrentan a los conflictos más mundanos de su existencia en ese periodo de metamorfosis entre la adolescencia y la adultez. La ciudad de Asunción se convierte en el lienzo urbano sobre el cual esta historia es garabateada.